# G (física)
O g é uma unidade de aceleração não-SI definida como exatamente 9,80665 m/s², o que é aproximadamente igual à aceleração devida à gravidade na superfície da Terra. 
O símbolo g é escrito em minúscula e itálico, a fim de se distinguir do símbolo G, a constante gravitacional, que é sempre escrita em maiúscula e itálico.
O valor de g definido acima é um valor intermediário arbitrário para a Terra, aproximadamente igual à aceleração de queda livre ao nível do mar a uma latitude de cerca de 45,5°; este valor é maior em magnitude do que a aceleração média a nível do mar na Terra, que é de cerca de 9,80665 m/s². A aceleração padrão de queda livre é escrita como gn (ou ainda, g0) para distingui-la do valor local de g, que varia com a posição.
As unidades de aceleração devida à gravidade, metros por segundo quadrado, podem ser trocadas por newtons por quilograma. O valor, 9,80665, permanece o mesmo. Existem outras unidades, como, por exemplo, o sistema CGS (centímetro-grama-segundo). É primordial estar atento ao uso de unidades e valores (g não tem os mesmos valores no sistema CGS.)

## Força-gsobre o corpo humano
A força-g está totalmente ligada à vibração e à ressonância dos tecidos dos organismos. Quando se alcança uma alta força-g, a vibração e a ressonância chegam a tal grau que certos órgãos podem chegar ao ponto extremo de “explodirem”, levando à morte imediata da pessoa.
Existe um coeficiente chamado de tolerância-g, que calcula a força-g tolerável para o ser humano. Dependendo do grau de inclinação do móvel, é possível treinar. Quanto mais perto se chega do limite da tolerância-g, as chances da pessoa apresentar problemas cardiovasculares aumentam drasticamente.
A tolerância humana depende da magnitude da força-g, dependendo da duração, da intensidade e do local onde é aplicada essa força. O corpo humano é flexível e deformável, como ocorre quando uma pessoa recebe um estalo na cara.
Uma aeronave pode obter dois tipos de força-g: a força-g vertical e a força-g horizontal. A força-g vertical acontece quando a aeronave se desloca em posição totalmente erecta, tanto a subir como a  descer. Isto causa uma variação significativa na pressão sanguínea ao longo do corpo, o qual só tolera um certo limite. Caso esse limite seja ultrapassado, o indivíduo irá perder a consciência. Uma pessoa normal aguenta cerca de uma aceleração de 5 g (ou 49,03325 m/s²), ocorrendo o enrijecimento dos músculos devido a força que o sangue exerce à volta do cérebro. Os atuais pilotos, principalmente os de caças supersônicos, são capazes de aguentar uma aceleração de 9 g (88,25985 m/s²) por um período de tempo maior do que a g de uma pessoa normal.
Existe um outro tipo de influência da força-g, chamada de força negativa. Isto ocorre quando há uma queda brusca da pressão sanguínea enviada ao cérebro. O limite permissível é entre -2 g a -3 g (−19,6133 m/s² a -29,41995 m/s²). Quando se chega a esse nível, os capilares dos olhos incham ou explodem deixando a visão toda vermelha. Um humano pode sobreviver a uma aceleração de 20 a 40 g por um espaço de tempo muito curto. Uma aceleração de 15 g por mais de 1 minutos pode acarretar a morte do piloto. Qualquer exposição a 100 g ou mais, poderá ser mortal.
O corpo humano é consideravelmente mais apto a sobreviver a forças-g perpendiculares do que em posições eretas. Em geral, quando a aceleração puxa o corpo para trás, uma alta tolerância é percetível; por outro lado, quando a aceleração puxa o corpo para frente, o vasos sanguíneos e a retina apresentam maior sensibilidade. Experimentos recentes indicaram que humanos não treinados conseguiam tolerar uma aceleração de 17 g impulsionada para trás, comparada aos 12 g quando impulsionada para frente por alguns minutos, sem perder a consciência ou apresentar um alto aquecimento interno. 
O recorde mundial de resistência à força-g foi obtido pelo coronel da Força Aérea Americana, John Paul Stapp, em 1954, quando alcançou a aceleração de 46,2 g.